# Rohrbach (Karlstadt)
Rohrbach ist ein Gemeindeteil der Kreisstadt Karlstadt im unterfränkischen Landkreis Main-Spessart in Bayern. Im Pfarrdorf leben 443 Einwohner (Stand: 1. Januar 2023).
Das Ortsbild wird geprägt durch den Turm der Pfarrkirche St. Valentin, die zwischen 1776 und 1778 unter Fürstbischof Adam Friedrich von Seinsheim nach Plänen des Würzburger Hofbaurats Johann Philipp Geigel errichtet wurde. Innenausstattung von 1789 durch Hofbildhauer Johann Peter Wagner. Durch Rohrbach verläuft der Fränkische Marienweg.
Der als Überholbahnhof und Trennungsbahnhof konzipierte Bahnhof Rohrbach der Eisenbahn-Schnellfahrstrecke Hannover–Würzburg trägt den Namen des Dorfes. Züge aus und in Richtung Frankfurt am Main erreichen über die hier einmündende Nantenbacher Kurve die aus Hannover kommende Schnellfahrstrecke gen Würzburg.

## Geschichte
Erstmals erwähnt ist Rohrbach in einer Urkunde des Papstes Lucius III. vom 1. Mai 1182. 1342 wird Rohrbach als Teil der Mutterpfarrei Karlburg erwähnt.
Am 1. Mai 1978 wurde die bis dahin selbständige Gemeinde Rohrbach im Rahmen der Gebietsreform in Bayern in die Kreisstadt Karlstadt eingegliedert.